# Snejbjerg S. G. & I.
Snejbjerg Skytte- Gymnastik og Idrætsforening er en skytte-, gymnastik- og idrætsforening, der har sin oprindelse i 1879. 

## Historie
Søren Hansen var i foråret 1879 initiativtager til oprettelse af en skytteforening. De havde en skydebane ved Gødstrup, hvor de 14 karle skød udover vandet med deres forladegeværer. Årskontingentet var 2 kr. De som tror, at restriktioner for rygere er noget nyt – må tro om. Regulativet foreskrev: Ved Riflens Ladning eller ved selve Skydningen maa Tobaksrøgning ikke finde sted.
Karlegymnastikken var med fra starten, i 1901 også et tilbud til drenge og i 1905 var gymnastiktilbudet udvidet til både karle, drenge og piger.
I 1935 blev der besluttet en ny foreningsstruktur med en fællesforening og grupper med gruppeformænd. Den første fællesformand blev Jens Haunstrup og gymnasterne valgte Peder Kølbæk, skytterne Ludvig Haunstrup.
Snejbjerg S. G. & I. har i dag en meget bred vifte af idræts- og kulturtilbud til sine godt 1900 medlemmer. 
Floorball, 
Skydning, gymnastik, fodbold, håndbold, tennis, badminton, svømning, motion, amatørteater, seniorsport, cykelmotion, aktiv samvær.